# Mezzi Po
Mezzi Po (Mes Pò in piemontese) è una frazione rurale di Settimo Torinese, dalla quale dista 5,2 chilometri.
Sorge a 188 metri sul livello del mare, nelle campagne a nord-est del comune d'appartenenza.
Vi risiedono circa 500 abitanti.
Confina a sud con l'abitato di Settimo, a est con il territorio comunale di Volpiano, a nord con quel di Brandizzo e, a est, il fiume Po la cinge dividendola dai paesi di Castiglione Torinese e Gassino, in linea d'aria molto vicini.
La frazione ha fatto parte del comune di Gassino fino al 1957, anno in cui l'allora presidente della repubblica Giovanni Gronchi concesse a Settimo Torinese il titolo di città assegnandole, su richiesta dei mezzesi, la frazione, a causa della mancanza di collegamenti con il comune di Gassino.

Ad oggi però, la distanza stradale tra Mezzi Po e il vecchio capoluogo Gassino, che era di circa 10 chilometri, per mancanza di ponti o attraversamenti sul fiume Po, si è ridotta notevolmente con la costruzione tra il 2007 e il 2009 di un nuovo ponte di 14 campate e lungo circa 2800 metri, che collega Il comune di Gassino alla frazione di Mezzi Po e al comune di Brandizzo, dando inoltre un accesso molto più veloce alla bretella autostradale A4 (Uscita autostradale Volpiano Sud-Brandizzo Ovest).
Il ponte prende il nome di  "Ponte Gassino".  
In linea d'aria i chilometri si riducono a 1,5-2.
Nella frazione è presente un piccolo lago artificiale denominato "Verdelago", usato per la pesca sportiva e molto frequentato.
Esiste anche una squadra di calcio a 11 amatoriale, la G.S.D. Mezzese 1970, che milita nel Girone Argento della SuperLeague ACSI C11.